# Nieuport 27

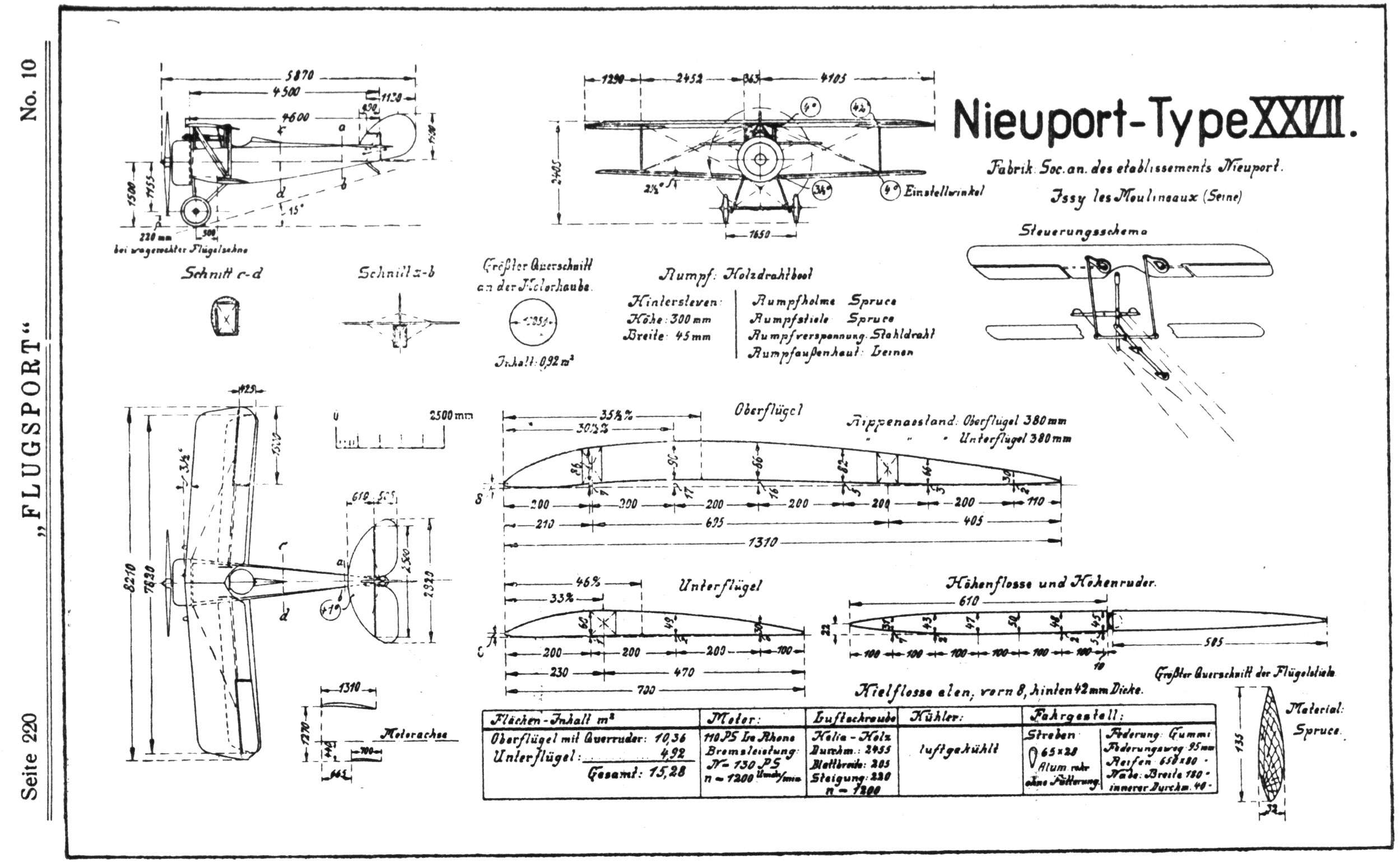
disegno del Nieuport 27

Il Nieuport 27 era un aereo da caccia, monoposto, monomotore e biplano, sviluppato dall'azienda aeronautica francese Société Anonyme des Établissements Nieuport negli anni dieci del XX secolo ed utilizzato da alcune forze armate tra gli alleati della prima guerra mondiale durante il conflitto.

## Storia del progetto
Il Nieuport 27 derivato direttamente dal Nieuport 24, fu l'ultimo Nieuport progettato da Gustave Delage ad utilizzare la formula sesquiplana con le semiali unite da montanti a V.
Ebbe un limitato impiego operativo nelle forze aeree francesi ed inglesi, venendo relegato a compiti addestrativi.

## Tecnica

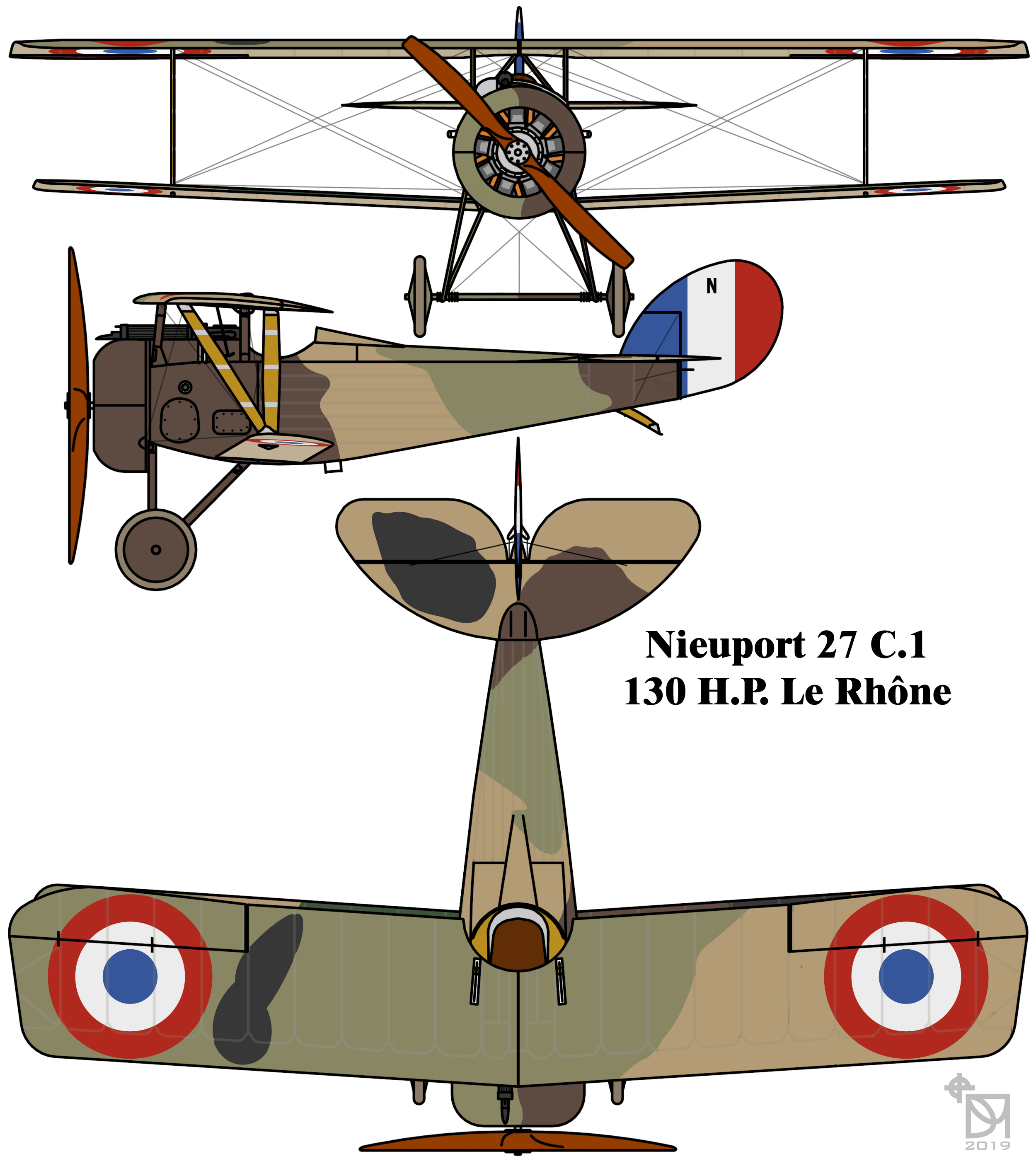
Nieuport 27 C.1

Di aspetto convenzionale, il Nieuport 27 era l'evoluzione del precedente 24 di cui conservava l'aspetto generale, e ne condivideva le caratteristiche salienti, comuni ai pari ruolo dell'epoca, essendo un monomotore biplano a carrello fisso.
La fusoliera, costruita in legno era costituita da un cassone a sezione quadrangolare con longheroni in frassino e peccio, irrobustita da controventature in cavetto d'acciaio e rivestita in compensato e tela nella parte posteriore all'abitacolo. Anteriormente all'abitacolo un traliccio in tubi di acciaio saldati sosteneva la struttura del motore, racchiuso da una cofanatura in alluminio. Posteriormente la fusoliera, terminava in un impennaggio classico monoderiva con piani orizzontali controventati, aveva struttura a traliccio in tubi d'acciaio e rivestimento in tela, con comandi a trasmissione flessibili, mentre quelli degli alettoni erano rigidi.
Le ali, dalla leggera freccia in pianta con l'inferiore con un leggero diedro, avevano longheroni a cassone in spruce (uno l'ala inferiore e due l'ala superiore), centine in frassino e tiglio e rivestimento in tela. I due piani alari erano collegati tra loro da una coppia di montanti interalari a V per lato, anch'essi in spruce, integrati da tiranti in filo d'acciaio. Anteriormente all'abitacolo era posto un castello tubolare che collegava la stessa all'ala superiore.
Il carrello d'atterraggio era un semplice biciclo anteriore fisso, con ruote munite di dischi di carenatura, con ammortizzatori a cordoni elastici collegate da un assale rigido, integrato posteriormente da un pattino d'appoggio montato sotto la coda.
La propulsione era affidata ad un motore Le Rhône 9J, un 9 cilindri rotativo a pistoni raffreddato ad aria in grado di erogare, nella sua versione 9Jby adottata nei modelli più recenti, una potenza pari a 130 CV (118 kW) e abbinato a un'elica bipala in legno a passo fisso.

## Impiego operativo
I Nieuport 27 sostituirono le versioni più datate sulla linea di produzione ed iniziarono ad equipaggiare alcuni reparti dell'Aviation Militaire e del Royal Flyng Corps a partire dall'estate del 1917, in sostituzione dei Nieuport 17 e dei Nieuport 23 allora in dotazione nelle squadriglie da caccia francesi e inglesi.
Già nell'ottobre del 1917, il generale Pétain nel segnalare le esigenze in tema di materiale bellico dell'Aviation Militaire per l'anno successivo, scriveva al Ministero della Guerra che il Nieuport era inferiore a tutti gli aerei nemici e ne chiedeva il ritiro dalla prima linea, auspicando per la primavera del 1918 di uniformare la dotazione delle squadriglia da caccia con lo SPAD monoposto o con il Nieuport Gnome Monosoupape, se le prove di quest'ultimo avessero dato esito soddisfacente.
Pertanto il Nieuport 27 iniziò ad essere ritirato dalla prima linea, sostituito dagli SPAD S.VII e SPAD S.XIII venendo progressivamente destinato a teatri di guerra meno impegnativi o a reparti di addestramento operativo, restando comunque in servizio fino al 1918 inoltrato, a causa dei ritardi nelle consegne degli SPAD da parte dell'industria francese.
Al 1º aprile del 1918, a fronte di una presenza di 372 SPAD S.VII, 290 SPAD S.XIII e 5 SPAD S.XII, numerose squadriglie da caccia erano ancora equipaggiate con Nieuport, mentre un totale di 56 Nieuport di vari tipi con motore Le Rhône da 130 CV (118 kW) costituivano l'ossatura delle unità d'addestramento.
Nel giugno 1917, il Royal Flyng Corps emise un ordine urgente per la consegna di 120 Nieuport 27. L'impossibilità da parte francese di onorare l'ordinativo nei tempi richiesti, costrinse il Royal Flyng Corps a ridurre l'ordine a trenta esemplari di Nieuport 23 consegnati in agosto e venti Nieuport 27 consegnati nel settembre successivo, con un ulteriore ordine di cinquanta Nieuport 27 in ottobre.
Il britannico Philip Fletcher Fullard vi consegue 13 vittorie dal 5 ottobre 1917 al 15 novembre successivo, il britannico Gordon Olley 5 vittorie dall'11 settembre 1917 al 14 ottobre successivo, il canadese Lumsden Cummings 5 vittorie dal 20 settembre 1917 al 24 novembre successivo, il britannico Francis Jefferies Williams 4 vittorie dal 26 ottobre 1917 al 5 febbraio 1918 ed il britannico Louis Fleeming Jenkin una vittoria l'11 settembre 1917.
Con la progressiva sostituzione dei Nieuport con lo SE5, gli esemplari disponibili furono inviati in Egitto (quattro Nieuport 27 e tre Nieuport 24) o nelle scuole di volo.
Un altro utilizzatore del Nieuport 27 fu il servizio aereo dell'American Expeditionary Forces che tra la fine del 1917 e l'inizio dell'anno successivo ricevette 287 esemplari di Nieuport 27 utilizzati nelle scuole di volo in Francia.

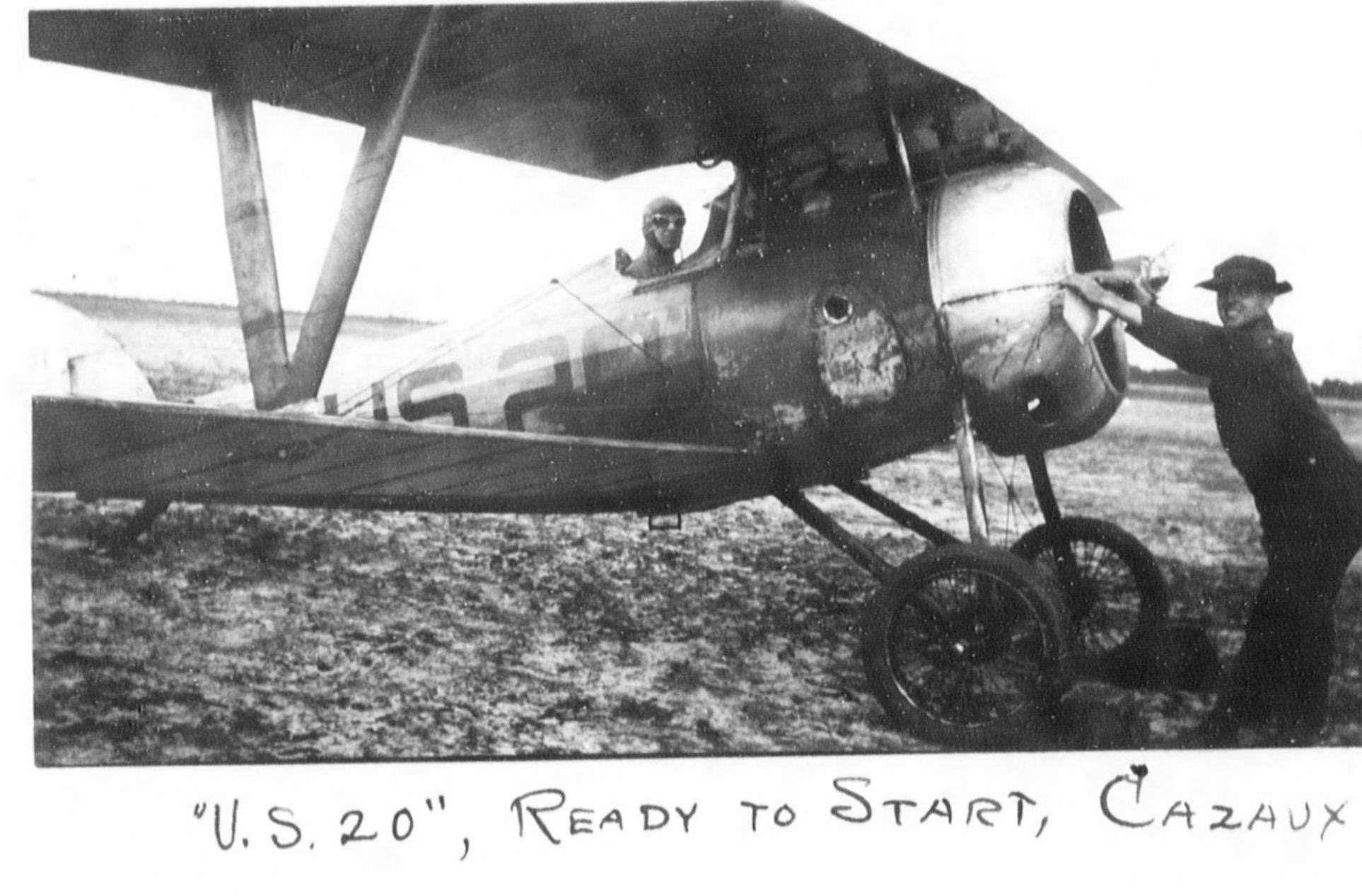
Nieuport 27 del Cazaux Aviation Instruction Center, aeroporto di Cazaux, Francia

In Italia, i Nieuport 27 giunsero alla fine di ottobre del 1917, dopo la riorganizzazione del Corpo Aeronautico conseguente alla disfatta di Caporetto. Trenta o quaranta Nieuport 27 furono forniti direttamente dalla Francia e distribuiti alle squadriglie da caccia di prima linea (squadriglie 73ª, 74ª, 75ª, 79ª, 81ª, 83ª, 91ª e la 5ª Sezione Difesa di Padova), integrandosi con gli Hanriot HD.1 e gli SPAD già in dotazione restando in servizio fino all'armistizio.
La 79ª Squadriglia riceve alla fine di ottobre 1917 gli Ni 27 120 hp dalla Francia ed il 7 novembre Giovanni Nicelli attacca un ricognitore Hansa-Brandenburg C.I vicino a Primolano che atterra nelle linee italiane nei pressi di Fonzaso ed il 24 novembre Marziale Cerutti abbatte un ricognitore ed un caccia che precipitano a nord del Monte Grappa.
Nella seconda metà di giugno 1918 dispone di 5 esemplari, il 10 settembre 12 Ni 27.
L'8 ottobre muore il capitano Mario Omizzolo, comandante di squadriglia, colpito dalla contraerea a Santo Stefano di Valdobbiadene ed al 4 novembre 1918 il reparto dispone di 18 Ni 27.
La 81ª Squadriglia aeroplani al 10 novembre 1917 ne ha 7 ed al 30 giugno 1918 5.
La 83ª Squadriglia ne riceve i primi esemplari dal 28 dicembre 1917 e nel mese di marzo 1918 ne ha 9.
Il 23 aprile, mentre tornava da una missione di scorta di un Ansaldo SVA, Enrico Gadda perse la vita in un incidente avvenuto in fase di atterraggio mentre pilotava un velivolo Ni.27 (matricola 5889).
La 5ª Sezione Difesa ne riceve 3 all'inizio di gennaio 1918 ed a maggio ne ha 5.
La 75ª Squadriglia caccia alla fine di gennaio 1918 inizia a ricevere gli Ni 27, in febbraio ne ha 9 ed al 1º aprile 10 che arrivano a 11 al 4 novembre.
La 108ª Squadriglia ne riceve alcuni nel marzo 1918.
La 73ª Squadriglia ne dispone dall'inizio della primavera 1918 per il Corpo di spedizione italiano in Macedonia.
La 74ª Squadriglia al 1º giugno 1918 dispone di 7 esemplari ed il 29 luglio il Cap. Serafino Battaini abbatte un austriaco.
La 122ª Squadriglia ne riceve uno nel mese di giugno 1918.
La 71ª Squadriglia caccia il 20 ottobre 1918 fa nascere a Quinto di Treviso una squadriglia mista con una sezione della 75ª su 6 esemplari che al 4 novembre arrivano a 7.
Al 4 novembre 1918 la 78ª Squadriglia aeroplani da caccia ne aveva in linea un esemplare.
Tra gli assi Cerutti su Ni.27 arriva a 17 vittorie confermate.
In Italia nel dicembre 1917 volavano anche nella Escadrille N 82 del Campo di aviazione di San Pietro in Gu e nel 1918 nella Escadrille N 92 i - N 392 - N 561 per la difesa di Venezia.

## Utilizzatori
Francia
- Aéronautique Militaire

 Giappone
- Dai-Nippon Teikoku Rikugun Kōkū Hombu

 Grecia
- Ellinikí Vasilikí Aeroporía

 Italia
- Servizio Aeronautico del Regio Esercito

 Jugoslavia
- Jugoslovensko kraljevsko ratno vazduhoplovstvo i pomorska avijacija

 Polonia
- Siły Powietrzne

 Russia
- Imperatorskij voenno-vozdušnyj flot

 Regno Unito
- Royal Flying Corps

 Repubblica russa
- Armata Bianca russa

 RSFS Russa
 Serbia
- Srpska avijacija

 Siam
- Krom Akat Sayam

 Stati Uniti
- American Expeditionary Forces Air Service
- United States Army Air Service

 Turchia
- Hava Kuvvetleri Müfettişliği

 Uruguay
- Aviación Militar de l'Ejército Nacional

operò dagli anni venti con almeno 28 esemplari nella Escuela Militar de Aviación (EMA).

### Annotazioni
1. ↑  Secondo alcuni rapporti l'incidente avvenne a causa di una errata manovra del pilota, mentre secondo altri era da attribuirsi ad un malore.

### Fonti
1. ↑  Kowalsky 2003, p. 46.
2. ↑  Sanger 2002, p. 86.
3. ↑  Sanger 2002, pagg. 148.
4. ↑  Sanger 2002, p. 140.
5. ↑  Gentilli, Varriale 1999, pp. 267-270.
6. ↑  Gentilli, Varriale 1999, pp. 274-277.
7. ↑  Gentilli, Varriale 1999, pp. 282-284.
8. ↑  Gentilli, Varriale 1999, pagg. 433.
9. ↑  Gentilli, Varriale 1999, pp. 247-251.
10. ↑  Gentilli, Varriale 1999, pagg.277.
11. ↑  Gentilli, Varriale 1999, pp. 305-306.
12. ↑  Gentilli, Varriale 1999, pp. 241-243.
13. ↑  Gentilli, Varriale 1999, pp. 243-247.
14. ↑  Gentilli, Varriale 1999, pp. 332-333.
15. ↑  Gentilli, Varriale 1999, p. 237.
16. ↑  Gentilli, Varriale 1999, p. 267.
17. ↑   Copia archiviata, su theaerodrome.com. URL consultato il 29 marzo 2019 (archiviato dall'url originale l'11 novembre 2006).
18. ↑  (EN) Uruguayan Air Force, Fuerza Aérea Uruguaya, su Scramble, http://www.scramble.nl/. URL consultato il 23 maggio 2010 (archiviato dall'url originale il 20 ottobre 2010).